# T (musikalbum)
T är den svenske rockartisten Tomas Ledins femtonde studioalbum, utgivet 1996 på skivbolaget Anderson Records.
Skivan producerades av Lasse Anderson och Tomas Ledin och spelades in i Polar Studios i Stockholm. Den nådde förstaplatsen på den svenska albumlistan där den stannade i tre veckor. Totalt stannade den nitton veckor på listan. Skivan var Ledins första för Anderson Records.
Från skivan släpptes låtarna "Lika hopplöst förälskad" och "Varje steg för oss närmare varann" som singlar.

## Låtlista
Alla låtar är skrivna av Tomas Ledin.

### CD
1. "Lika hopplöst förälskad" – 4:01
2. "Under resans gång" – 3:24
3. "Sånger att älska till" – 5:50
4. "För dina ögons skull" – 3:20
5. "Hur skall jag kunna nå dig" – 5:49
6. "Vi ska gå ut ikväll" – 3:47
7. "Midsommarafton i Himalaya" – 7:01
8. "Ett vykort med palmer på" – 4:10
9. "Regnbågens människor" – 4:38
10. "Varje steg för oss närmare varann" – 4:18
11. "Kungen av Cala Bassa" – 3:02
12. "Under resans gång, del 2" – 2:07

## Medverkande
- Lasse Anderson – producent, bas, gitarr, keyboard
- Lars Danielsson – bas
- Christer Jansson – trummor, slagverk
- Tomas Ledin – gitarr, sång, producent

## Listplaceringar
| Lista (1996–1997) | Position |
| ----------------- | -------- |
| Sverige           | 1        |

### Fotnoter
1. 1 2 3 4  ”Tomas Ledin”. Svensk mediedatabas. http://smdb.kb.se/catalog/search?q=Tomas+Ledin&sort=OLDEST. Läst 17 januari 2013.
2. 1 2  Placering på den svenska albumlistan